# Variable data printing
VDP, acrónimo Inglês de Variable Data Publishing ou Variable Data Print, mais conhecido como Impressão ou Publicação de dados e informações variáveis. O VDP é utilizado no marketing direto como forma de comunicação personalizada ou um-a-um.
Hoje, a forma de impressão digital, conhecida como “impressão de dados variáveis” (Variable Data Printing - VDP), torna as comunicações personalizadas econômicas e muito mais fáceis para as gráficas adotarem. Não é de se admirar que ela tenha se tornado uma área de crescimento rápido da indústria de impressão digital. A VDP oferece algumas das mesmas vantagens tanto para as gráficas como para quem especifica os trabalhos de impressão: aumento nas vendas, maiores margens de lucro em serviços de impressão e a oportunidade para construir uma relação que inspira maior fidelidade do cliente. 